# او برادر توست
«او برادر توست» (انگلیسی: He Is Your Brother) ترانه‌ای از ابرگروه موسیقی پاپ آبا است که در سال ۱۹۷۲ منتشر شد.
این ترانه به‌صورت یک تک‌آهنگ در کشورهای اسکاندیناوی پخش شد.

## فهرست ترانه‌ها

### سوئد
A. «او برادر توست» 

B. «سانتا رزا»

### آمریکا
A. «او برادر توست»

B. «در آینه دیدمش»

#### آمریکا (مونو/استریو)
A. «او برادر توست»

B. «او برادر توست»